# Pertinax (císař)
Publius Helvius Pertinax (1. srpna 126 Alba Pompeia v Ligurii – 28. března 193 Řím) byl římský císař panující od 31. prosince 192 do 28. března 193, celkově 87 dní. Jeho manželkou byla Flavia Titiana, dcera Tita Flavia Claudia Sulpiciana, synem Publius Helvius Pertinax mladší, pozdější konzul v roce 212.

## Původ a kariéra
Pertinax, původem z Ligurie, byl synem propuštěnce Helvia Successa a v dětství se mu dostalo širokého vzdělání, takže sám pak nějaký čas vyučoval gramatiku. Později ho ustanovil svým pobočníkem jeden z velitelů císaře Marka Aurelia, Claudius Pompeianus, s jehož pomocí postupoval Pertinax v kariérním žebříčku pomalu vzhůru, až se stal v roce 175 dodatečně zvoleným konzulem (consul suffectus) a roku 192 konzulem řádným.
Spolu s Pompeianem se zúčastnil markomanských válek a v bojích se natolik vyznamenal, že jej Marcus Aurelius jmenoval správcem hned několika provincií. Postupně prošel všemi významnými bojišti. V letech 185–187 se mu podařilo zkrotit vzpouzející se britské legie a následně působil v Římě v úřadu městského prefekta (189/190–192).

## Proklamace za císaře
V závěru roku 192 byl zavražděn syn a nástupce Marka Aurelia Commodus a organizátoři spiknutí Laetus a Eclectus vyzvali Pertinaka, aby přijal císařský titul. Poté, co se Pertinax přesvědčil, že je Commodus opravdu mrtev, spěchal do tábora pretoriánů, kde si s Laetovou pomocí získal slibem peněžních darů (každému vojákovi slíbil vyplatit dvanáct tisíc sesterciů) gardisty na svou stranu. Z tábora se ihned vydal do senátu, kde mu senátoři titul jednohlasně potvrdili. Rázně odmítl veškeré pocty, jež mu chtěli senátoři udělit, včetně titulu augusta pro svou manželku a caesara pro svého syna.

## Vláda

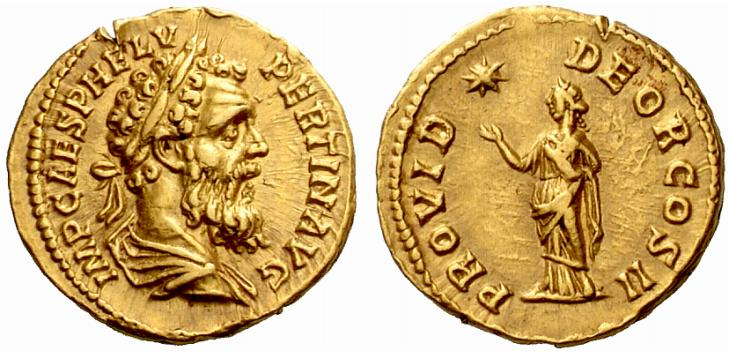
Pertinakův aureus

Největším Pertinakovým problémem byla malá podpora ze strany armádních kruhů. Pretoriáni uznali nový režim spíše s nechutí a jejich velitelé v čele s prefektem Laetem sledovali často vlastní záměry. Po Commodově rozmařilé vládě byla státní pokladna prázdná, což Pertinaka nutilo k úsporným opatřením. Musel dokonce přikročit k prodeji majetku z císařských paláců, soch, zbraní a nábytku, ale ani tak přislíbená suma peněz nepřipadala vojákům vysoká, neboť donativy předchozích císařů byly vyšší. To u nich samozřejmě vyvolávalo nevoli.
Prvnímu spiknutí, jehož cílem bylo dosadit na trůn konzula Falcona, ještě Pertinax dokázal odolat. Projevil přitom nezvyklou velkomyslnost, když zabránil senátu odsoudit Falcona k smrti. Druhému spiknutí však již podlehl. Pretoriáni podnícení Laetem vtrhli 28. března 193 do paláce na Palatinu s úmyslem jej zabít. Pertinax se jim postavil, doufaje, že se mu je podaří upokojit, nicméně neuspěl a vojáci jej zavraždili i s jeho rádcem Eclectem, který mu přispěchal na pomoc.